# 3-я Московская гимназия
3-я Московская Гимназия — одна трёх гимназий, которые следовало открыть в Москве по Уставу от 8 декабря 1828 года.

## История
3-я Московская Гимназия была открыта в 1839 году; указ об учреждении был издан 29 марта 1839 года, 9 сентября в ней был совершён молебен, а 19 сентября начались занятия. Гимназия была открыта в составе двух классов; по результатам приёмных экзаменов, проведённых в середине сентября, в первый класс было принято 40 человек, во второй — 24.
До приобретения собственного дома гимназия помещалась в наёмном. Сначала снят был дом отставного ротмистра Свиньина на Солянке в Свиньинском переулке, по соседству с Хитровым рынком, известным притоном бродяг, что побудило директора позаботиться о смене помещения.
С 1 сентября 1843 года за 4600 рублей серебром в год был арендован сроком на шесть лет дом жены коллежского секретаря Марии Васильевны Гиппиус (бывший — Голицына) на Большой Лубянке, дом № 12, напротив Введенской церкви. В доме № 5 по Малой Лубянке жили преподаватели. Гимназия перешла в этот дом, когда в ней было уже шесть общих классов и три (IV, V, и VI) отдельных для реального курса. 

С размещением в доме Голицына гимназии его внешний облик приобрел несколько новых деталей: на фронтоне появилась идущая по всему фасаду надпись «3-я Московская гимназия», столбы-пилоны украсились аллегорическими античными статуями, на углу Лубянки и Фуркасовского переулка возле белокаменной стены была установлена мраморная группа, изображающая мудрого кентавра Хирона в окружении учеников, ибо, как рассказывают древнегреческие мифы, он был учителем и воспитателем легендарного врача Асклепия, героев античного эпоса — Тезея, Язона, Ахилла и других.— 

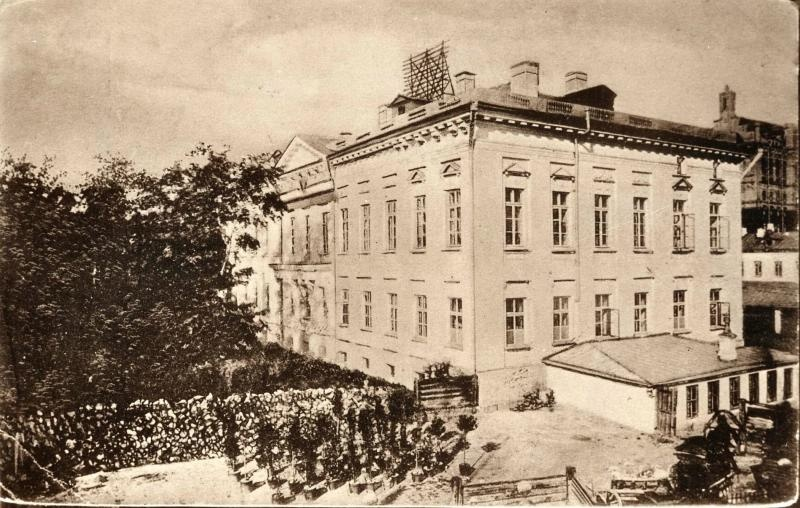
Москва. Ул. Б.Лубянка. 3-я Московская Гимназия. Начало XX века.

Этот дом был выкуплен гимназией в 1855 году за 95 тысяч рублей, — за счёт собственных и государственных средств. В начале существования гимназии ассигнуемые на её содержание средства, несмотря на то что гимназия была открыта в составе только двух классов, отпускались полностью; образовывавшиеся остатки дали возможность снабдить гимназию учебниками, библиотекой, кабинетами для реальных наук: физический кабинет, химическая лаборатория, минералогический и зоологический кабинеты — по своим пособиям 3-я гимназия, как свидетельствовали преподаватели того времени и ученики, оставляла далеко за собой все учебные заведения Москвы. В 1857 году почётный гражданин Рукавишников и почётный смотритель 2-го уездного училища Хомяков пожертвовали по 500 рублей на приобретение физических инструментов, а наследники Писемского пожертвовали коллекцию минералов.
Ещё в Указе от 29 марта 1839 года было сказано, что третья гимназия учреждается «как вообще для удовлетворения усиливающейся потребности в образовании юношества, так в особенности для преподавания в Москве, в сем центральном пункте внутренней промышленности, технического курса наук». Поэтому изначально было заложено два направления: главное — реальное (для приобретения технических познаний) и общеобразовательное (классическое). Поэтому в плане преподавания предметов на реальном курсе в старшем VII классе были добавлены механика (3 часа в неделю), бухгалтерия (2 часа в неделю), коммерческое законоведение (2 часа в неделю); в VI и VII классах — химия, технология и товароведение, увеличено количество часов математики и черчения за счёт исключения латинского языка и уменьшения часов изучения истории. Общеобразовательные предметы уступали место реальным к VI классу: если на реальные предметы в IV и V классах отводилось 5 часов в неделю, то в VI классе — 11 часов, а в VII — 15 часов в неделю. С таким курсом реальных наук гимназия почти без перемен существовала до 1865 года. И хотя главным был назван реальный курс, классический оказался более живучим, более сильным: он ежегодно давал выпуски, тогда как с реального зачастую не кончало курс ни одного ученика.
По Высочайше утвержденному Уставу от 19 ноября 1864 года были вызваны к жизни реальные гимназии, как общеобразовательные учреждения, имеющие равное значение с классическими и представляющие лишь ту особенность, что они должны были готовить в высшие специальные учебные заведения, между тем как классическим гимназиям было предоставлено право готовить молодых людей к университету. В 3-й гимназии было решено ликвидировать деление на два курса, оставить её реальной. Преобразование решено было завершить в 1868 году, однако 6 января 1868 года правительство, принимая во внимание представления директоров 3-й гимназии, указывавших на постоянное уменьшение количества учеников в гимназии, постановило преобразовать её в классическую. С этого времени до 1871 года реальное отделение в гимназии постепенно прекратило своё существование.
Отличительной чертой 3-й гимназии было повышенное число часов преподавания математики: даже на классическом курсе на этот предмет было отведено 39 учебных часов (тогда как во всех других гимназиях — 34,5 часа); преподавалась также и высшая математика. Такое же число часов отведено было на латинский язык. А греческий язык в 3-й гимназии изначально не преподавался, из-за того, что вследствие существования реального отделения курс гимназии был и без того сложен. Кроме того, первоначальной особенностью гимназии было то, что уроки продолжались по 1,5 часа и лишь в 1871 году продолжительность урока была сокращена до 55 минут.
С введением следующего Устава (19 июля 1871 года) 3-я гимназия стала существовать по общим для всех гимназий империи правилам: установлен восьмилетний курс учения, открыт приготовительный класс, директор и инспектора привлечены к преподавательской деятельности, а преподаватели — к делу воспитания через учреждение института классных наставников.
В 1888 году Московская городская дума учредила при гимназии стипендию имени Михаила Никифоровича Каткова.
Вскоре после революции 1917 года гимназия была закрыта. К началу 20-х годов все окружающие здания заняла ВЧК. В 1928 году здание гимназии было снесено, хотя Музейный отдел Наркомпроса категорически возражал против его сноса. На его территории и был выстроен Дворец спортивного общества «Динамо».

## Знаменитые выпускники
См. также: Выпускники 3-й Московской гимназии
- Вып. 1 (1845)
  - Лялин Михаил (с золотой медалью; реальное отделение)
- Вып. 2 (1846)
  - Альбертини Николай (с золотой медалью)
  - Барыков Фёдор
  - Лялин Владимир
- Вып. 3 (1847)
  - Любимов Николай (с серебряной медалью)
- Вып. 5 (1849)
  - Боголюбов Мелитон
  - Тихонравов Николай (с серебряной медалью)
- Вып. 6 (1850)
  - Прове Иван[10] (с серебряной медалью)
  - Павел Рыбников (с серебряной медалью)
- Вып. 7 (1851)
  - Бушера Адольф
- Вып. 8 (1852)
  - Арнольди Николай
  - Кауфман Николай
- Вып. 9 (1853)
  - Худеков Сергей
  - Мансуров Николай[11] (с серебряной медалью)
  - Ремезов Митрофан (с серебряной медалью)
  - Семёнов Виктор
- Вып. 11 (1855)
  - Карельщиков, Сергей Петрович
- Вып. 12 (1856)
  - Архипов, Иван Павлович
- Вып. 13 (1857)
  - князь Трубецкой Юрий
- Вып. 14 (1858)
  - Журин Николай
- Вып. 16 (1860)
  - князь Трубецкой Алексей (с золотой медалью)
- Вып. 17 (1861)
  - Гивартовский Александр (реальное отделение)
- Вып. 19 (1863)
  - Глики, Пётр
- Вып. 20 (1864)
  - Владимир Глики (с золотой медалью)
- Вып. 21 (1865)
  - Фукс Владимир (с золотой медалью)
  - Максим Гепнер (с серебряной медалью)
- Вып. 22 (1866)
  - Драшусов, Владимир Александрович
- Вып. 23 (1867)
  - Морозов Арсений (с серебряной медалью; реальное отделение)
  - Четвериков Сергей (с серебряной медалью; реальное отделение)
  - Муромцев Сергей (с золотой медалью)
  - Кандинский Виктор
- Вып. 24 (1868)
  - Муравьёв Николай (с золотой медалью)
  - Мясоедов Николай (с серебряной медалью)
  - Шервинский Василий (с золотой медалью)
- Вып. 25 (1869)
  - Саблин, Александр Алексеевич
- Вып. 26 (1870)
  - Александр Луганин[12]
  - Сергей Соколов
  - Владимир Уляницкий
- Вып. 27 (1871)
  - Карл Клейн
  - Владимир фон Мекк (реальное отделение[13])
- Вып. 30 (1874)
  - Алексей Ланговой (с золотой медалью)
- Вып. 31 (1875)
  - Трапезников Константин[14]
- Вып. 34 (1878)
  - Дмитрий Гольдгаммер
  - Николай Ланговой (с серебряной медалью)
  - Фёдор Татаринов
- Вып. 35 (1879)
  - Георгий Габричевский
  - Александр Фраловский[15] (с золотой медалью)
- Вып. 37 (1881)
  - Леонид Лахтин
  - Вячеслав Щепкин (с золотой медалью)
- Вып. 38 (1882)
  - Сергей Нилус
- Вып. 39 (1883)
  - Владимир Аппельрот (с золотой медалью)
- Вып. 40 (1884)
  - Герман Аппельрот (с серебряной медалью)
  - Михаил Комиссаров
  - Владимир Муратов (с серебряной медалью)
- Вып. 41 (1885)
  - Пётр Богаевский
  - Александр Щукарев
- Вып. 46 (1890)
  - Александр Самойло
- Вып. 47 (1891)
  - Курсинский Александр
- Вып. 48 (1892)
  - Зворыкин Борис
- Вып. 51 (1895)
  - Вышеславцев Борис
  - Шервинский Евгений
- Вып. 55 (1899)
  - Зензинов Владимир
  - Зильберберг Лев
- Вып. 56 (1900)
  - Розанов Алексей[16]
- Вып. 57 (1901)
  - Сабашников Алексей
- Вып. 58 (1902)
  - Назаров Борис[17]
- Вып. 59 (1903)
  - Брюсов Александр
  - Гофман Виктор[18]
  - Королёв Борис
- Вып. 60 (1904)
  - Ходасевич Владислав
- Вып. ? (1907)
  - Зограф Александр (с золотой медалью)
- Вып. ? (1908)
  - Варнава (Беляев) (с золотой медалью)
  - Шнейдер Илья[19]
- Вып. ? (1910)
  - Мечёв Сергей (1910, с серебряной медалью)
- Вып. ? (1916)
  - Николай Дмитриев (с золотой медалью)
- Вып. ? (1917)
  - Блаватский Владимир (с золотой медалью)
- Вып. ? (1918)
  - Леонов Леонид (1918, с серебряной медалью)
  - Пышнов Владимир (1918)

## Директора и преподаватели
См. также: Преподаватели 3-й Московской гимназии,  Директора 3-й Московской гимназии
Платон Николаевич Погорельский — первый директор гимназии (1839—1852). При нём преподавание велось очень строго, требовательность к ученикам была очень велика, перевода из класса в класс удостаивались немногие. Вместе с тем, число награждаемых отличившихся учеников, было довольно значительно.
Помощником в управлении гимназией был инспектор; в директорство Погорельского сменилось три инспектора: К. Л. Чермак (1841—1849), П. М. Перевлесский (1849—1851) и В. Н. Аглоблин (1851—1852).
В последующие годы директорами были П. В. Зиновьев (1852—1853), князь А. П. Ширинский-Шихматов (1853—1857), В. П. Грифцов (1857—1866), П. А. Александров (1866—1867), В. И. Малиновский (с 21.01.1868), Л. О. Лавровский (27.10.1879—1897), а также Николай Иванович Виноградов. Последним директором гимназии (с 4 июля 1917 года) был Митрофан Семёнович Григорецкий.
- П. А. Александров — химия (с 1843)
- Н. И. Анненков — география (1843)
- Ф. А. Баталин — география (1850—1858)
- Н. И. Билевич — русская словесность (с 1840)
- Ф. И. Буслаев — русский язык
- Я. И. Вейнберг
- П. А. Виноградов — русская словесность и латинский язык (1870—1902)
- В. М. Вульф — латинский язык[24]
- Григорий (Лебедев) — Закон Божий (с 1907)
- В. П. Грифцов — история и статистика (1841—1855)
- А. А. Грудинин[25]
- А. С. Ершов — механика (1843—1853)
- Ю. Н. Зограф[26]
- Д. И. Иловайский (с 1858)
- М. Н. Капустин — русское законоведение
- Н. И. Кареев — история (1873—1876)
- В. И. Классовский — русский язык
- И. Д. Лебедев — история (1853—1864)
- И. Б. Новицкий (1915)
- Б. И. Ордынский — греческий язык (с 1847)
- А. Ф. Петровский — математика (с 1840)[27]
- Э. И. Ренгартен — немецкий язык (с 1840)[28]
- П. И. Серёгин[29]
- А. П. Соловьёв-Михайлов — Закон Божий (с 1840)
- И. Е. Соснецкий (1854—1868)
- Тор Нэве Ланге (?)[6]
- Фёдор Иванович Францисци — немецкий язык (1 июля 1895 — 1900 ?)
- Эмилий Вячеславович Черный — учитель древних языков (греческий язык)
- Юрий Юрьевич Ходобай
- В. И. Шенрок (1877—1902)[6]
- С. Д. Шестаков — латинский язык (1843—1845)
- Митрофан Дмитриевич Языков[30] — математика